# Badi (quận Raisen)
Badi là một thị xã và là một nagar panchayat của quận Raisen thuộc bang Madhya Pradesh, Ấn Độ.

## Nhân khẩu
Theo điều tra dân số năm 2001 của Ấn Độ, Badi có dân số 16.094 người. Phái nam chiếm 53% tổng số dân và phái nữ chiếm 47%. Badi có tỷ lệ 61% biết đọc biết viết, cao hơn tỷ lệ trung bình toàn quốc là 59,5%: tỷ lệ cho phái nam là 69%, và tỷ lệ cho phái nữ là 51%. Tại Badi, 17% dân số nhỏ hơn 6 tuổi.